# 岳 みんなの山
『岳 みんなの山』（がく みんなのやま）は、石塚真一による、山岳救助を題材とした漫画。なお、単行本での題は『岳』である。
『ビッグコミックオリジナル』2003年19号に初掲載された。その後、同誌および『ビッグコミックオリジナル増刊』にて不定期連載を開始し、2007年7月からは『ビッグコミックオリジナル』に毎号連載となり、2012年12号で完結した。
マンガ大賞2008、第54回（平成20年度）小学館漫画賞一般向け部門、第16回文化庁メディア芸術祭マンガ部門優秀賞を受賞している。
実写映画化され、2011年5月に公開されている。コミック累計450万部を突破している。

## 作品の概要
若くして世界の名峰に登頂し、アメリカで山岳救助経験を積んだあと、日本へ戻り主に北アルプスで山岳救助ボランティアとして活動していた島崎三歩。彼のもとへ、長野県警山岳遭難救助隊の新人として椎名久美がやって来る。
救助隊チーフの野田とボランティアの三歩の指導を受けて訓練、救助をこなす椎名だが、実際の現場で遭難者を救えない現実に自信を失っていく。そのような厳しい環境にありながらも、なぜ人は山に登るのか、救助を続けるのかを問い続け、様々な現場を経験することで、他の隊員と共に山岳救助のプロとして成長していく。
救助活動のほか、県警警備隊関係者への訓練などを通して山の安全に関わる人々や、山を訪れる人々との交流を描いている。主な舞台は北アルプスで最も人気だとされる、穂高岳、槍ヶ岳周辺、ほか長野県松本市を中心に話が進む。

## 題名
本作の題名は雑誌掲載時のみ『岳 みんなの山』であり、単行本では『岳』である。単行本表紙や扉絵などに書かれる英文の副題も異なる表記となっている。雑誌掲載時は「CLIMB EASY AND FIND YOUR OWN ADVENTURE!」、単行本では「COOL, AWESOME, ASTONISHING STORY ABOUT CLIMBERS AND RESCUERS! CLIMB EASY AND FIND YOUR OWN ADVENTURE!」である。

## 登場人物

### 主要人物
島崎 三歩（しまざき さんぽ）
民間の救助ボランティア団体である山岳遭難防止対策協会（遭対協）に参加しているボランティアの救助隊員。北アルプス山中にてテントなどに寝泊まりして暮らしている。長野県小諸市出身。身長187cm、体重80kg。千歩という姉がいる。高校時代から卒業が危ぶまれるほど山に入り浸り、高校卒業後は実家のりんご畑を継がずに海外へ出て、多くの世界名峰を登頂。豊富な登山経験と技術、知識を持つ。好物はホットコーヒーとバナナ。過去の自身の経験や、山と山に来る人を愛する故に遭難者を決して責めず、仮に救助対象者が遺体であったとしても「良く頑張った」と労わりの声をかける。
南米パタゴニアのフィッツロイで出会ったスコットと、アメリカ・ワイオミング州のティートンで偶然再会。山関係の仕事を探していた2人はレスキューチームに入隊し歓迎され、入隊2か月後には救助リーダーとなって活躍する。漫画中の描写から、日本に帰国する前の過去に、ナンガパルバット、マカルー、アコンカグア、マッキンリー）、エベレスト等の著名な山への登頂歴を持つとされる。特に、ナンガパルバットでは8000m峰でありながら、頂上付近で他パーティーの救助をしたという逸話がある。K2に関しては、漫画内でパキスタン政府の許可が下りなかったことを嘆いている。ヨセミテ国立公園にて、仲間からもらった「岳」と書かれた帽子をかぶっている。
物語の終盤でローツェへの南壁単独登頂に挑むため、日本を去る。ローツェへの単独登頂を目前に打ち切った後、友人のオスカーが率いるエベレストへの登頂パーティーを助けるために駆けつける。必死の救助を試み、数人の救助には成功するが、力尽きて二重遭難に陥る。酸素欠乏による判断力低下、幻覚などの症状が描写された後、物語からフェードアウトする。後日譚となるエンディングでは三歩本人は登場することなく、登場人物それぞれが三歩の遺志を受け継ぐ様子が描かれて終わっている。
野田 正人（のだ まさと）
長野県警察の山岳遭難救助隊チーフ。長野県にある北部警察署の地域課所属の警察官。三歩とは幼馴染で高校山岳部の同期でもある。冷静に責任を持って任務を遂行するため、一見「冷たい」と誤解されがちだが、非番の日には捜査打ち切りになった行方不明者を自主的に三歩とともに捜すなど、熱い人物でもある。阿久津の遭難事故の責任を問われ、伊那へ異動となる。
椎名 久美（しいな くみ）
長野県警察の山岳遭難救助隊隊員。長野県にある北部警察署の地域課所属の警察官。山を好きになれずにいた新米隊員だったが、山岳救助の経験を積み重ねるうち、葛藤しながらも成長していく。最終話では隊員として活躍を続け、同じく隊員となっている小田から「三歩とそっくり」と言われている。また、青木誠と結婚して一児をもうけている。
阿久津 敏夫（あくつ としお）
長野県警察の山岳遭難救助隊隊員。椎名久美の後輩。懸垂下降が大の苦手で、訓練時にアイゼンを付ける向きを間違うなど、失敗が多い。自身の山岳救助隊への適性も疑うが、ある出来事をきっかけに奮起し、徐々に救助隊員としての力を付けていく。しかしある日、救助活動中に落石の直撃を受けて瀕死の重傷を負ってしまう。最終話では車椅子使用の身になるも、交番勤務で復職を果たしている。
谷村 文子（たにむら ふみこ）
北アルプスで山小屋「谷村山荘」を営む女性。亡き夫が経営していた山小屋を継ぎ、北アルプスを訪れる登山者を迎え入れている。かつて夫と結ばれた地である富士山に、現在でも年に1回登り続けている。
横井 ナオタ（よこい なおた）
父子家庭で育っていた小学生。父親が北アルプスで遭難し死亡したため、祖父母に引き取られともに暮らす。父親の遭難死という辛い出来事にも負けない逞しい性格。父の救助に当たった三歩を「山のお兄ちゃん」と呼び慕う。最終話では青年に成長しており、三歩から預かった帽子を手に、約束の地であるジェニーレイクに挑む。
ザック・ウェザース（Zack）
元ティートン・レスキューチームのクライマー。ティートンでは三歩がリーダーを務めていたチームに所属していた。チームメイトのピッツィーとともに来日したがそのまま日本に残り、松本市内の居酒屋「ケルン」でアルバイト勤務の傍ら、救助のボランティアとしても出動する。クライマーの妻をヒマラヤで亡くしており、椎名久美に好意を寄せている。小田の帰国と入れ替わる形でアメリカへ帰国し、現地でもボランティアを続けている。
小田 草介（おだ そうすけ）
会社を辞めてエベレスト公募登山隊に参加した青年。学生時代に杜撰な装備のまま冬の穂高岳に入り遭難したが、三歩に救助されている。その後、ローツェに向かう途中の三歩とネパールのルクラで再会。度重なるトラブルに見舞われ遭難寸前に陥った公募隊の中で体力を残した数少ないメンバーとなり、ヒマラヤ遠征編では重要な役割を果たす。帰国後は久美たちの所属する山岳救助隊に参加する。

### その他
阿久津 スズ（あくつ すず）
松本市内のスーパーマーケットに勤務する女性店員。阿久津に想いを寄せられるも2年近く進展がなかったが、後に結婚して第一子を出産する。
阿久津 遼平（あくつ りょうへい）
敏夫とスズの第一子。最終話では阿久津が飾っている写真の中で、男児に成長した姿が描かれている。
安藤（あんどう）
長野県警察の山岳遭難救助隊隊員。長野県にある北部警察署の警察官で、椎名久美の先輩。異動した野田の後任として、山岳遭難救助隊隊長に就任した。

牧 英紀（まき ひでのり）
昴レスキュー所属の救助隊員。既婚者で娘がいる。少しでも救助の確率を上げるため、そして再発を防ぐため遭難者に厳しく接する人物。山岳救助の業務から撤退しようとする会社の決定に葛藤していたが、2009年（平成21年）1月、青木誠とともに「燕（つばくろ）エアレスキュー」という新会社を立ち上げ、引き続き三歩らに協力する。
高校で山岳部のリーダーを務めていた1991年（平成3年）2月、山岳警備隊になるのを夢見ていた後輩が冬季登頂中に滑落してしまい、その後1年以上捜索し続けた末に遺体を発見したという経験がある。
モデルは民間山岳救助のパイオニア的存在となった、東邦航空の篠原秋彦（しのはら あきひこ、2002年没）。
青木 誠（あおき まこと）
昴レスキュー所属のヘリコプターパイロット。埼玉県草加市出身。救助作業時に牧と行動をともにしており、牧とともに「燕エアレスキュー」の設立に参画した。最終話では椎名久美と結婚している。
青木 のぞみ（あおき のぞみ）
最終話に登場した、久美と誠の第一子。
新見 正一（にいみ）
長野県警察塩尻警察署所属の警察官。1991年（平成3年）当時は救助隊長を務めており、後輩の遺体を捜索し続ける牧を気にかけていた。「燕レスキュー」設立時の資本金800万円は、新見の呼びかけによって北アルプスの山岳勇士達が出資したものである。
山口（やまぐち）
長野県山岳遭難防止対策協会（遭対協）隊長。涸沢にある「ヒュッテ山じい」のオーナー。天候を見極める目に長けており、今まで多くの遭難者を救ってきた。三歩の良き理解者であり、毎年新年の初登山として穂高連峰に登頂することを楽しみにしている。駄洒落が好きなお調子者で、ノリの良さが売り。
モデルは涸沢ヒュッテの支配人を務め、2007年から2016年まで北アルプス南部地区遭対協の救助隊長を務めた山口孝（やまぐち たかし、1947年 - ）。
宮川 三郎（みやがわ さぶろう）
長野県遭対協の副隊長。北アルプスにある「岳天山荘」のオーナー。考えが甘い若者の登山者や遭難者に厳しく、そういった者に対しても甘く接する三歩を認めず、「四歩」と呼び揶揄している。
モデルは穂高岳山荘の支配人を務め、遭難救助隊にも参加した宮田八郎（みやた はちろう、1966年 - 2018年）。
谷村 昇（たにむら のぼる）
文子の夫で故人。山が好きで文子を富士山に連れて行くが、登山中に転倒して足を負傷してしまう。その際、文子に背負われて下山したことで心から彼女に惹かれ、ほどなくして結婚。夫婦で「谷村山荘」を運営していたが、20年前に他界した。
スコット・フェイバー（Scott）
かつては三歩とともに8000m級の山を渡り歩いていたが、4000m前後から高山病を発症するようになり、レスキューの仕事からも撤退する。某年、初冬のマッキンリーで消息を絶ち、三歩がローツェに遠征した際に遺体発見の報が寄せられた。愛称はスクーター。

横井 シュウジ（よこい しゅうじ）
建設現場の作業員。妻と離婚後、息子のナオタを引き取って父子家庭として暮らしている。ナオタとの登山のため、北アルプスの穂高連峰に下見として単身登山に入るが、悪天候に見舞われて滑落死した。
稲葉 幸人（いなば ゆきひと）
三歩と野田の高校時代の山岳部顧問で、三歩の人格形成に大きな影響を与えた人物。雪庇の崩落で遭難した際には素手で雪洞を掘って耐え抜くなど、救助隊員も驚くほどの精神力を見せた。
アンディ（Andy）
三歩の元同僚。3度のエベレスト挑戦を、すべて他の登頂隊救出のために断念したという経歴を持つ。ソロ（単独登山）でヒマラヤ山脈に挑戦し、凍死している。
オスカー
ヒマラヤでガイドをしている三歩の旧友で、小田が参加した公募登山隊の隊長。豊富な経験で登山隊を登頂に導くが、参加者の体調不良や他隊の無謀な行動などが原因でヒラリーステップで足止めを食らった上に天候悪化に巻き込まれ、遭難寸前に陥る。
ピート
オスカーとチームを組んでいるガイド。ヒラリーステップに取り残されたオスカーたちを救うために酸素ボンベを背負ってサウスコルを出るが、雪庇を踏み抜き転落して負傷。三歩と小田により救出される。
アンジェラ
セブンサミット（七大陸最高峰制覇）を目指してオスカー率いる公募登山隊に参加したスペイン人の女性医師。紛争地でNGO活動をしていたが、治療の甲斐なく亡くなった子供たちに背中を押されるようにして山へ戻った。公募隊参加メンバーの中では屈指の実力者で、小田とともに登頂に成功した。
マイク / リンダ
再婚者同士の夫婦で、新婚旅行としてエベレスト公募登山隊に参加。リンダは登頂に成功したものの、マイクは高山病を発症し脱落した。
テンジン
オスカー率いる公募登山隊のガイド。シェルパ族。

## 備考
- 野田正人らの勤務する北部警察署の所在地は、「長野市内」（単行本第1巻 第0歩・第2歩、第3巻第1歩・第3歩）と「松本市内」（単行本第4巻 第3歩・第6歩）の2通りの表記がなされている。単行本第2巻 第0歩で野田正人と椎名久美は松本市内を巡回している。なお、実際の長野市と松本市は隣接していない。
- 雑誌『ダ・ヴィンチ』2007年4月号の「今月のプラチナ本」にて紹介されており、楽天ブックスにてウェブページ化されている[11]。

## 書誌情報
- 石塚真一『岳』小学館〈ビッグコミックス〉、全18巻
  1. 2005年6月1日発行（2005年4月26日発売）、ISBN 4-09-187571-8
  2. 2006年11月1日発行（2006年9月29日発売）、ISBN 978-4-09-180730-4
  3. 2007年2月1日発行（2006年12月26日発売）、ISBN 978-4-09-181003-8
  4. 2007年5月2日発行（2007年4月27日発売）、ISBN 978-4-09-181207-0
  5. 2007年10月3日発行（2007年9月28日発売）、ISBN 978-4-09-181470-8
  6. 2008年2月4日発行（2008年1月30日発売）、ISBN 978-4-09-181719-8
  7. 2008年7月5日発行（2008年6月30日発売）、ISBN 978-4-09-182029-7
  8. 2008年12月3日発行（2008年11月28日発売）、ISBN 978-4-09-182248-2
  9. 2009年3月4日発行（2009年2月27日発売）、ISBN 978-4-09-182380-9
  10. 2009年9月2日発行（2009年8月28日発売）、ISBN 978-4-09-182590-2
  11. 2010年3月4日発行（2010年2月27日発売）、ISBN 978-4-09-183073-9
  12. 2010年7月5日発行（2010年6月30日発売）、ISBN 978-4-09-183218-4
  13. 2010年12月5日発行（2010年11月30日発売）、ISBN 978-4-09-183527-7
  14. 2011年5月3日発行（2011年4月28日発売）、ISBN 978-4-09-183819-3
  15. 2011年10月5日発行（2011年9月30日発売）、ISBN 978-4-09-184085-1
  16. 2012年3月5日発行（2012年2月29日発売）、ISBN 978-4-09-184277-0
  17. 2012年8月4日発行（2012年7月30日発売）、ISBN 978-4-09-184645-7
  18. 2012年9月4日発行（2012年8月30日発売）、ISBN 978-4-09-184707-2
- 石塚真一 『岳傑作集 ベストクライミング』 小学館〈ビッグコミックススペシャル〉、2013年7月3日発行、ISBN 978-4-09-185342-4 / ISBN 978-4-09-159150-0（特装版〈ツェラフ携帯ポーチ付き〉）
- 石塚真一『岳 完全版』 小学館〈ビッグコミックススペシャル〉、全9巻
  1. 2020年10月30日発売、ISBN 978-4-09-860814-0
  2. 2020年11月30日発売、ISBN 978-4-09-860816-4
  3. 2020年12月25日発売、ISBN 978-4-09-860817-1
  4. 2021年1月29日発売、ISBN 978-4-09-860820-1
  5. 2021年2月26日発売、ISBN 978-4-09-860821-8
  6. 2021年3月30日発売、ISBN 978-4-09-860822-5
  7. 2021年4月30日発売、ISBN 978-4-09-860823-2
  8. 2021年5月28日発売、ISBN 978-4-09-860824-9
  9. 2021年6月30日発売、ISBN 978-4-09-860825-6

## 映画『岳-ガク-』
『岳 -ガク-』のタイトルで実写映画化され、2011年5月7日に公開された。監督は片山修。主演は小栗旬。単行本11巻までのうち前半のエピソードを基にしたオリジナル作品となる。
キャッチコピーは「生きる。」「標高3,190m　気温-25℃ 命は、命でしか救えない。」。
全国315スクリーンで公開され、2011年5月7、8日の初日2日間で興収2億6,465万6,200円、動員20万8,416人になり映画観客動員ランキング（興行通信社調べ）で初登場第1位となった。4割の観客が原作を読んだことのある読者であり、ぴあ初日満足度ランキング（ぴあ映画生活調べ）でも第1位となっている。
この作品が東宝スタジオNo.1ステージで撮影された最後の映画となった（東宝スタジオ#歴史も参照）。

### あらすじ
世界の名峰を制覇した後、日本へ戻り山岳救助ボランティアとして活動していた島崎三歩のもとに、椎名久美が北部警察署山岳遭難救助隊の新人としてやって来る。三歩の指導を受けて訓練をこなしていた久美だが、実際の現場で遭難者を救うことが出来ずに自信を失っていた。そんなある日、猛吹雪の雪山で多重遭難が発生する。久美は仲間と共に現場へ向かうが、そこには想像を絶する雪山の脅威が待ち受けていた。

### キャスト
- 島崎三歩 - 小栗旬
- 椎名久美 - 長澤まさみ
- 野田正人 - 佐々木蔵之介
- 阿久津敏夫 - 石田卓也
- 座間洋平 - 矢柴俊博
- 安藤俊一 - やべきょうすけ
- 関勇 - 浜田学
- 守屋鉄志 - 鈴之助
- 横井修治 - 宇梶剛士
- 青木誠 - 森廉
- 横井ナオタ - 小林海人
- 遭難者の父 - ベンガル
- 梶一郎 - 光石研
- 梶陽子 - 中越典子
- 遭難する青年 - 尾上寛之
- 三歩の親友 - 波岡一喜
- 椎名恭二 - 石黒賢
- 谷村文子 - 市毛良枝
- 牧英紀 - 渡部篤郎

### スタッフ
- 原作 - 石塚真一『岳』（小学館ビッグコミックス刊）
- 監督 - 片山修
- 脚本 - 吉田智子
- 音楽 - 佐藤直紀
- 主題歌 - コブクロ「あの太陽が、この世界を照らし続けるように。」（ワーナーミュージック・ジャパン）
- 企画・プロデュース - 臼井央
- 共同プロデュース - 大村信、高野渉
- プロデューサー - 遠藤学、前田光治
- 製作 - 島谷能成、神山郁雄、亀井修、佐藤政治、熊谷玄典、雨宮俊武、小林昭夫、堂馬隆之、菊地誠一、石田耕二
- エグゼクティブプロデューサー - 市川南、平城隆司、大西豊
- Co.エグゼクティブプロデューサー - 本間英行、桑田潔、梅澤道彦、白井康介
- ラインプロデューサー - 傳野貴之
- プロダクション統括 - 金澤清美
- プロデュース協力 - 山田兼司、高瀬一郎
- 撮影 - 藤石修
- 美術 - 新田隆之
- 録音 - 湯脇房雄
- 照明 - 川辺隆之
- 編集 - 松尾茂樹
- 助監督 - 櫻井宏明
- 製作担当 - 菊島高広
- 音楽プロデューサー - 北原京子
- VFXスーパーバイザー - 石井教雄
- キャスティング・ディレクター - 杉野剛
- 音響効果 - 大河原将
- 装飾 - 秋田谷宣博
- スクリプター - 谷恵子
- 山岳コーディネート - 大森義昭
- 製作 - 「岳 -ガク-」製作委員会（東宝、テレビ朝日、小学館、トライストーン・エンタテイメント、小学館集英社プロダクション、KDDI、博報堂DYメディアパートナーズ、毎日新聞社、長野朝日放送、日本出版販売）
- 製作プロダクション - 東宝映画
- 配給 - 東宝